# مسجد كامبونج سونغاي هانشينغ
مسجد كامبونج سونغاي هانشينغ يقع المسجد في كامبونج سونغاي هانشينغ، والذي يبعد حاولي اثني عشر كيلومتر من مدينة بندر سري بكاوان عاصمة بروناي .

## البناء
تم بناء مسجد كامبونج سونغاي هانشينغ على موقع أرض مساحتها 0.5 فدان، وبلغ إجمالي نفقات البناء حوالي 500،000.00 دولار .

## الافتتاح
افتتح مسجد كامبونج سونغاي هانشينغ رسميا في يوم الجمعة الخامس والعشرين من شهر محرم من عام 1403 هـ الموافق الثاني عشر من شهر نوفمبر تشرين الثاني من عام 1982، من قبل معالي عبد الرحمن بن داتو ستيا اوانج حاجي محمد الطيب الوزير بالوكالة في حكومة بروناي دار السلام في ذلك الوقت.

## استيعاب المسجد
تبلغ قدرة مسجد كامبونج سونغاي هانشينغ الاسنيعابية 1،400 مصلي في وقت واحد، ومن بين التسهيلات المتاحة في المسجد وجود قاعة متعددة الأغراض .